# Steve Sampson
Mark Stephen Sampson (19 de enero de 1957 en Salt Lake City, Utah, Estados Unidos) es un entrenador de fútbol estadounidense. 
Dirigió a las selecciones de Estados Unidos y Costa Rica. Es conocido por la prensa estadounidense como el Tío Sam.

## Trayectoria
Inicios
En sus inicios, dirigió a varios equipos universitarios en las décadas de 1970 y 1980 y 1990, destacando principalmente su paso por la Universidad de Santa Clara, donde llegó a la final del torneo varonil de la NCAA en 1989. Se graduó de San Jose State en 1979 con una mención en español y obtuvo una maestría en educación en la Universidad de Standford.
Selección de los Estados Unidos
Sampson fue elegido como el asistente técnico de Bora Milutinović en la selección de los Estados Unidos en 1993, y fue parte del equipo en la Copa Mundial de Fútbol de 1994 en su país. Tras la salida de Milutinović, Sampson fue elegido como entrenador interino en abril de 1995. Pero debido a la notable actuación de los estadounidenses en la Copa América 1995 (luego de terminar en el cuarto puesto), fue contratado definitivamente como nuevo director técnico de la selección en agosto de dicho año. 
Durante su período, la selección jugó con mucho espíritu y cosechando buenos resultados, y eso guio al equipo nacional en la exitosa clasificación para el mundial de 1998. En la Copa de Oro de 1998, fue subcampeón, a pesar de todo, dirigió a la selección en la histórica victoria por 1-0 frente a Brasil en las semifinales del torneo.
Comandó a la selección en la Copa Mundial de Fútbol de 1998 en Francia. La campaña fue muy mala ya que perdieron los tres partidos en la fase de grupos ante las selecciones de Alemania, Irán y Yugoslavia, y quedando eliminados del Mundial. Trató de mejorar el equipo buscando a estadounidenses que jugaban en Europa, sin embargo, algunos no mostraron un buen rendimiento. Pero sumando las lesiones de Eric Wynalda y Tab Ramos, y además expulsó a su capitán John Harkes por indisciplina, todo eso terminó fracasando en la fase de grupos en el Mundial. Posteriormente, renunció a la selección.
Selección de Costa Rica
En 2002 fue contratado como el nuevo seleccionador de Costa Rica. En 2003, guio a la selección en la obtención de la Copa Uncaf tras conseguir cuatro victorias y un empate. Durante su mandato, Costa Rica llegó al puesto 17 del Ranking FIFA en 2004. En la segunda ronda de las eliminatorias para la Copa Mundial de 2006, consiguió una dramática clasificación a la tercera ronda tras eliminar a Cuba luego de empatar los dos partidos y avanzaron gracias a la regla del gol de visitante. A pesar de la clasificación fue despedido en el 2004.
Los Angeles Galaxy
El 18 de agosto de 2004, asumió la dirección técnica de Los Angeles Galaxy para reemplazar a Sigi Schmid. A pesar del talento que tenía el equipo, no tuvo un buen comienzo, especialmente en el 2005, debido a las ausencias de sus jugadores que tenían que jugar por sus selecciones nacionales. Pero al final de la temporada, el equipo logró clasificar a los playoffs y se coronó compeón de la Copa MLS y ganó la U.S. Open Cup. En junio del 2006, fue destituido de su cargo luego de que Alexi Lalas fuera contratado como presidente.
Cal Poly
En diciembre del 2014 fue elegido como nuevo entrenador del equipo universitario de Cal Poly.

## Clubes dirigidos
| Club                                        | País           | Año       |
| ------------------------------------------- | -------------- | --------- |
| Awalt High School                           | Estados Unidos | 1978-1980 |
| Foothill College (asistente)                | Estados Unidos | 1981      |
| Bruins (asistente)                          | Estados Unidos | 1982-1985 |
| Broncos                                     | Estados Unidos | 1986-1993 |
| Selección de los Estados Unidos (asistente) | Estados Unidos | 1993-1995 |
| Selección de los Estados Unidos             | Estados Unidos | 1995-1998 |
| Selección de Costa Rica                     | Costa Rica     | 2002-2004 |
| Los Angeles Galaxy                          | Estados Unidos | 2004-2006 |
| Bruins                                      | Estados Unidos | 2006-2014 |
| Poly                                        | Estados Unidos | 2014-2022 |

## Palmarés

### Campeonatos nacionales
| Título                   | Club               | País           | Año  |
| ------------------------ | ------------------ | -------------- | ---- |
| Copa MLS                 | Los Angeles Galaxy | Estados Unidos | 2005 |
| Lamar Hunt U.S. Open Cup | Los Angeles Galaxy | Estados Unidos | 2005 |

### Campeonatos internacionales
| Título                       | Club                    | País   | Año  |
| ---------------------------- | ----------------------- | ------ | ---- |
| Copa de Naciones de la UNCAF | Selección de Costa Rica | Panamá | 2003 |

### Otros logros
- Cuarto lugar con la selección de los Estados Unidos en la Copa América 1995.